# Lady Mottisfont
Lady Mottisfont is een kort verhaal van de Engelse schrijver Thomas Hardy. Het werd voor het eerst gepubliceerd in het kerstnummer van het Britse geïllustreerde weekblad The Graphic, dat uitkwam op 1 december 1890. Het was het laatste verhaal uit een serie van zes onder de gezamenlijke noemer A Group of Noble Dames. Deze werden alle in dit nummer opgenomen.
In de Verenigde Staten werden deze verhalen op dezelfde manier gepubliceerd in het weekblad Harper's Weekly, zij het dat de serie in dat blad werd verdeeld over vier opeenvolgende afleveringen in november en december 1890. Dit verhaal was het laatste en enige dat gepubliceerd werd in de laatste editie van de serie.
In 1891 verscheen de verhalenbundel A Group of Noble Dames in Groot-Brittannië en de Verenigde Staten. De eerdere zes verhalen werden er in deze uitgave tien, gepresenteerd als raamvertelling. Het onderhavige verhaal is in deze opzet het vierde in de serie, volgend op The Marchioness of Stonehenge. De vertelling wordt in de mond gelegd van de persoon die wordt aangeduid als 'het sentimentele lid' van de club.
Het geschiedenis speelt zich zoals gewoonlijk af in Hardy's fictieve graafschap Wessex. Het verhaal opent in Wintoncester (de aanduiding voor Winchester) waar de baronet Sir Ashley Mottisfont in de plaatselijke kathedraal de jonge Philippa ten huwelijk vraagt.

## Het verhaal
Philippa is de tweede vrouw van de baronet. Hij is een aantrekkelijke partij voor haar; zij is van eenvoudiger afkomst dan hij en ze kijkt zeer tegen hem op. Hij vertelt haar wel bij voorbaat dat hij de zorg op zich heeft genomen voor een klein meisje dat hij ergens 'gevonden' heeft en dat hij heeft ondergebracht bij een vrouw in het dorp. Philippa stemt toe en al snel wordt het meisje in het gezin opgenomen. Iedereen is gelukkig met de situatie, temeer daar in de loop van de jaren blijkt dat er geen eigen kind lijkt te komen.
Op een dag krijgt Sir Ashley een brief van een advocaat uit Bath. Het blijkt dat hij voor het huwelijk aan deze man had gevraagd om zo mogelijk een vrouw te vinden die de kleine Dorothy zou willen adopteren, voor het geval Philippa ertegenop zag. Hij heeft na jaren zo'n vrouw gevonden. Het echtpaar reageert niet op de brief en de tijd verstrijkt. Op een dag trekt een jonge vrouw tijdelijk in in een huis in de buurt. Het blijkt een steenrijke contessa, een Engelse dame die de weduwe is van een Italiaanse graaf. Ashley oppert voorzichtig het idee om Dorothy door haar te laten adopteren: het zou het meisje veel betere kansen geven voor de toekomst. Philippa wil hier niets van weten, ze is te zeer aan het kind gehecht. Na verloop van tijd brengt zij een bezoekje aan de nieuwe buurvrouw. Zij blijkt een wondermooie, charmante en intelligente vrouw en bovendien de persoon die de advocaat had genoemd als mogelijke adoptiemoeder. Bij nadere beschouwing echter ziet zij in de trekken van het kind niet alleen die van haar man, wat zij wel al vermoed had maar nooit ter sprake gebracht, maar ook die van de contessa. Tijdens een bezoek aan Bath, waar alle betrokkenen een periode doorbrengen, redt de gravin het kleine meisje in een bijna-ongeluk en houdt haar enige tijd bij zich, omdat Philippa wat met haar gezondheid tobt. Als na terugkeer Dorothy zelf aangeeft dat ze eigenlijk liever bij die andere mevrouw wil zijn, kan Philippa niet meer anders dan instemmen. De contessa is tenslotte haar moeder. Het breekt echter haar hart en zij doet een zelfmoordpoging. Moeder en kind verblijven enige maanden in Londen. Dan komt Ashley op een dag met het bericht dat de contessa weer gaat trouwen en dat zij Dorothy weer terug wil geven aan Philippa, met het zogenaamde excuus dat die zoveel verdriet van het afscheid had gehad. Philippa gaat hier niet gretig op in, zij blijkt uiteindelijk toch zwanger te zijn geworden en geeft begrijpelijkerwijs de voorkeur aan haar eigen kind boven dat van een ander. Zo komt het er uiteindelijk van dat een kind dat door twee partijen werd begeerd nu door beide vrouwen niet meer wordt verwelkomd. Zij keert uiteindelijk weer terug naar de vrouw in het dorp die haar als baby had verzorgd. De contessa krijgt kinderen uit haar nieuwe huwelijk en Dorothy trouwt later met een betrouwbare zakenman bij wie zij een goed tehuis vindt.